# Guamatela tuerckheimii
Guamatela tuerckheimii ist eine immergrüne Strauchart aus Mittelamerika, die alleine die Pflanzen-Familie der Guamatelaceae innerhalb der Ordnung Crossosomatales bildet.

## Merkmale
Die Art ist ein immergrüner, niederliegender Strauch. Die Blätter sind gegenständig, besitzen Nebenblätter und sind gezähnt. Die Nervatur ist handförmig. Die Blattunterseite ist dicht weiß-filzig. Die Leitbündel im Blattstiel sind ringförmig angeordnet. 
Die Blüten besitzen Kelch und Krone, die gleich groß sind, zehn Staubblätter und drei verwachsene Fruchtblätter, die nur an der Spitze des Griffels verwachsen sind. Die Balgfrüchte bleiben von den Kelchblättern eingeschlossen. Es werden viele Samen gebildet, deren Endosperm spärlich ausgebildet ist. 
Anatomie, Embryologie und Chemie dieser Art sind so gut wie unbekannt, ebenso die Chromosomenzahl.

## Verbreitung
Die Art ist auf Mexiko, Guatemala und Honduras beschränkt. Der Gattungsname ist ein Anagramm von „Guatemala“ (vgl. Lobivia, Hatiora).

## Systematik
Die Art wurde anhand eines 1902 vom deutschen Pflanzensammler Hans von Türckheim (1853–1920) in Baja Verapaz in Guatemala gesammelten Belegexemplars 1914 vom amerikanischen Botaniker John Donnell Smith erstbeschrieben in der Botanical Gazette (Band 57, S. 420–421).
Die Art wird erst seit kurzem als eigene Familie geführt. Früher wurde sie meist zu den Rosaceae gestellt.